# Fun Mom Dinner
Pour plus de détails, voir Fiche technique et Distribution.
Fun Mom Dinner est une comédie américaine réalisée par Alethea Jones, sorti en 2017 au festival du film de Sundance.

## Synopsis
Quatre femmes devenues maman et qui se sont connues enfants se retrouvent pour un dîner. Elles réalisent qu'elles ont plus de points communs qu'elles ne l'imaginaient.

## Fiche technique
- Titre original : Fun Mom Dinner
- Réalisation : Alethea Jones
- Scénario : Julie Yaeger Rudd
- Photographie : Sean McElwee
- Montage : Jonathan Corn
- Musique : Julian Wass
- Pays d'origine :  États-Unis
- Langue originale : anglais
- Format : couleur
- Genre : comédie
- Durée : 89 minutes
- Dates de sortie : 
  - États-Unis : 27 janvier 2017 (festival du film de Sundance 2017)

## Distribution
- Toni Collette (VF : Brigitte Berges) : Kate
- Molly Shannon (VF : Brigitte Virtudes) : Jamie
- Bridget Everett (VF : Emmanuelle Rivière) : Melanie
- Katie Aselton (VF : Christèle Billault) : Emily
- Adam Scott (VF : Bruno Choël) : Tom
- Rob Huebel (en) (VF : Antoine Nouel) : Andrew
- Adam Levine (VF : Marc Bretonnière) : Luke
- Paul Rust (VF : Gabriel Bismuth-Bienaimé) : Barry
- Sam Lerner (VF : Clara Soares) : Alex
- Kathryn Prescott (VF : Marie Giraudon) : Zoe
- Jaz Sinclair : Olivia
- Paul Rudd (VF : Damien Boisseau) : Brady
- David Wain (VF : Patrice Dozier) : Wayne
- Leigh Dunham : Holly
- Owen Vaccaro : Lucas
- Hart Denton (VF : Tony Marot) : James
- Emmersyn Fiorentino : Grace
- Cooper J. Friedman : Sam
- Poppy Gagnon : Amelia
- Willa Miel Pogue (VF : Jessica Barrier) : Lexie
- Caleb Paddock : Harry
- Matthew Paddock : Henry